# ブルックス・リー
ブルックス・トーマス・リー（Brooks Thomas Lee, 2001年2月14日 - ）は、アメリカ合衆国カリフォルニア州サンルイスオビスポ出身のプロ野球選手（遊撃手）。右投両打。MLBのミネソタ・ツインズ所属。
父は野球指導者のラリー・リー。

## 経歴

### プロ入り前
高校時代から注目を集め、2019年のMLBドラフトでの上位指名が予想されていたが、ドラフト前にカリフォルニア・ポリテクニック州立大学サンルイスオビスポ校への進学を発表した。迎えたドラフトでは35巡目（全体1046位）でサンフランシスコ・ジャイアンツから指名され、契約金300万ドルでオファーされたが契約せず、予定通り大学へ進学した。
大学1年目の2020年は開幕前に膝の手術を受けて出遅れ、復帰後すぐに新型コロナウイルスの影響でシーズンが打ち切られたため、2試合の出場に留まった。
2年目の2021年は55試合に出場して打率.342、10本塁打、57打点の成績を記録。また27二塁打を記録し、大学の歴代最高記録を更新した。同年夏には大学野球アメリカ合衆国代表にも選出された。

### プロ入りとツインズ時代
2022年のMLBドラフト1巡目（全体8位）でミネソタ・ツインズから指名され、プロ入り。契約金は567万5000ドル。契約後はルーキー級フロリダ・コンプレックスリーグ（FCL）のFCLツインズ、A+級シーダーラピッズ・カーネルズ、AA級ウィチタ・ウィンドサージの3球団で合計31試合に出場し、打率.303、4本塁打、15打点を記録した。
2023年はAA級ウィチタで開幕を迎え、8月初旬にAAA級セントポール・セインツに昇格。この年は2球団合計で125試合に出場し、打率.275、16本塁打、84打点を記録した。
2024年は開幕前に腰痛のため故障者リスト入りしたが、5月20日の復帰後はAAA級セントポールで25試合に出場して打率.308、8本塁打と結果を残し、7月3日にメジャー契約を結んでアクティブ・ロースター入り。同日のデトロイト・タイガース戦でメジャーデビューを果たした。

## 人物
名前の「ブルックス」はブルックス・ロビンソンにちなんだものである。

## 詳細情報

### 年度別打撃成績
| 年 度    | 球 団    | 試 合 | 打 席 | 打 数 | 得 点 | 安 打 | 二 塁 打 | 三 塁 打 | 本 塁 打 | 塁 打 | 打 点 | 盗 塁 | 盗 塁 死 | 犠 打 | 犠 飛 | 四 球 | 敬 遠 | 死 球 | 三 振 | 併 殺 打 | 打 率 | 出 塁 率 | 長 打 率 | O P S |
| -------- | -------- | ----- | ----- | ----- | ----- | ----- | -------- | -------- | -------- | ----- | ----- | ----- | -------- | ----- | ----- | ----- | ----- | ----- | ----- | -------- | ----- | -------- | -------- | ----- |
| 2024     | MIN      | 50    | 185   | 172   | 9     | 38    | 6        | 1        | 3        | 55    | 27    | 3     | 0        | 0     | 2     | 11    | 2     | 0     | 27    | 6        | .221  | .265     | .320     | .585  |
| MLB：1年 | MLB：1年 | 50    | 185   | 172   | 9     | 38    | 6        | 1        | 3        | 55    | 27    | 3     | 0        | 0     | 2     | 11    | 2     | 0     | 27    | 6        | .221  | .265     | .320     | .585  |

- 2024年度シーズン終了時

### 年度別守備成績
| 年 度 | 球 団 | 二塁（2B） | 二塁（2B） | 二塁（2B） | 二塁（2B） | 二塁（2B） | 二塁（2B） | 三塁（3B） | 三塁（3B） | 三塁（3B） | 三塁（3B） | 三塁（3B） | 三塁（3B） | 遊撃（SS） | 遊撃（SS） | 遊撃（SS） | 遊撃（SS） | 遊撃（SS） | 遊撃（SS） |
| 年 度 | 球 団 | 試 合      | 刺 殺      | 補 殺      | 失 策      | 併 殺      | 守 備 率   | 試 合      | 刺 殺      | 補 殺      | 失 策      | 併 殺      | 守 備 率   | 試 合      | 刺 殺      | 補 殺      | 失 策      | 併 殺      | 守 備 率   |
| ----- | ----- | ---------- | ---------- | ---------- | ---------- | ---------- | ---------- | ---------- | ---------- | ---------- | ---------- | ---------- | ---------- | ---------- | ---------- | ---------- | ---------- | ---------- | ---------- |
| 2024  | MIN   | 11         | 7          | 16         | 2          | 1          | .920       | 13         | 7          | 20         | 0          | 0          | 1.000      | 27         | 34         | 42         | 2          | 8          | .974       |
| MLB   | MLB   | 11         | 7          | 16         | 2          | 1          | .920       | 13         | 7          | 20         | 0          | 0          | 1.000      | 27         | 34         | 42         | 2          | 8          | .974       |

- 2024年度シーズン終了時

### 背番号
- 72（2024年）
- 2（2025年 - ）